# Ole Berntsen
Pour les articles homonymes, voir Berntsen.
Ole Berntsen est un skipper danois né le 22 janvier 1915 à Hellerup et mort le 26 mai 1996 à Gentofte. Il est le frère de William Berntsen.

## Carrière
Ole Berntsen obtient une médaille de bronze olympique dans la catégorie des Dragon lors des Jeux olympiques d'été de 1948 à Londres. Huit ans plus tard, il obtient une médaille d'argent dans la même catégorie lors des Jeux olympiques d'été de 1956 à Melbourne. Enfin, lors des Jeux olympiques d'été de 1964 à Tokyo, il remporte le titre olympique toujours dans la même catégorie de voiliers.